# Ernesto Laclau

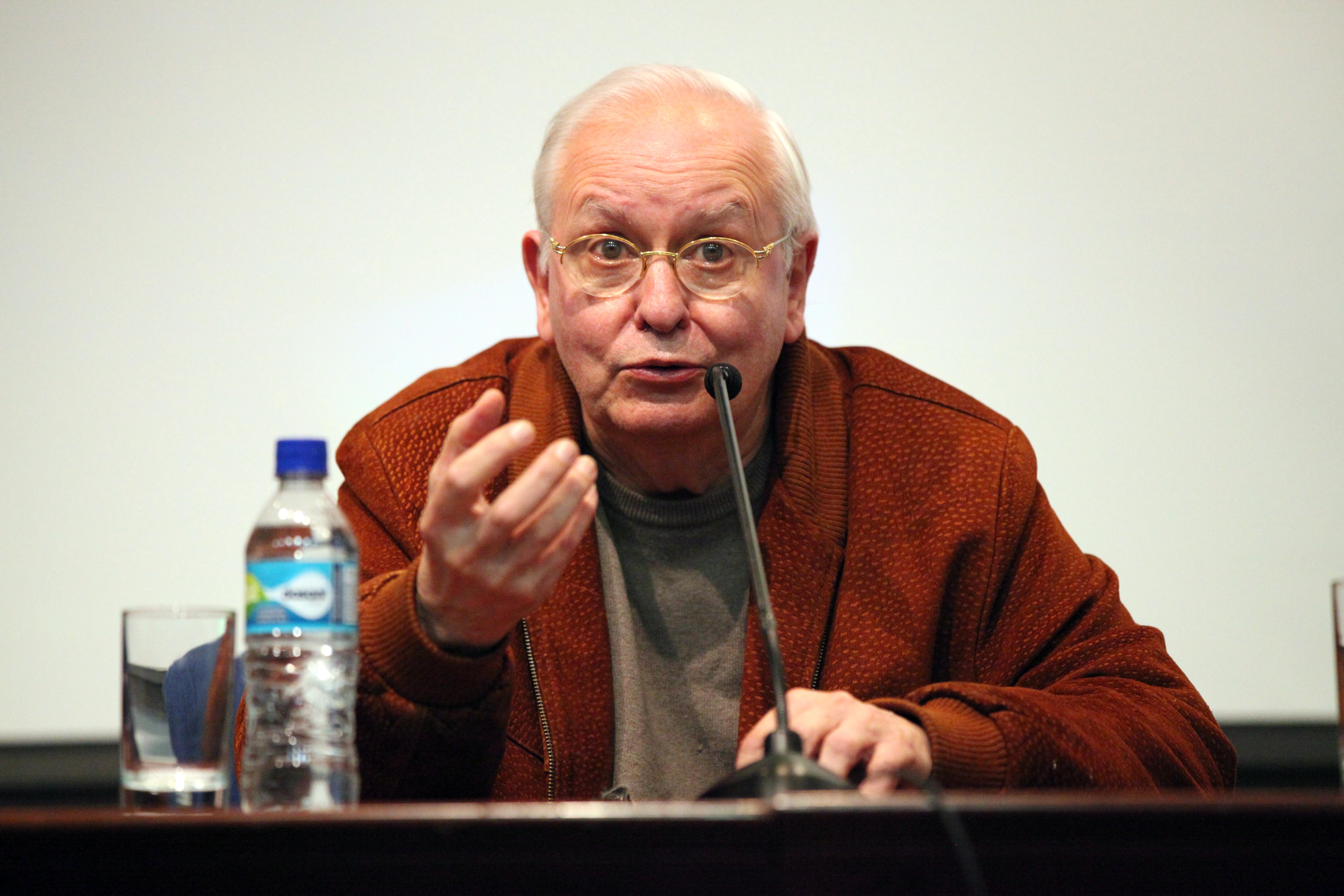
Ernesto Laclau

Ernesto Laclau (* 6. Oktober 1935 in Buenos Aires; † 13. April 2014 in Sevilla) war ein politischer Theoretiker aus Argentinien, Professor für Politische Theorie an der Universität Essex und Begründer der Essex School. Er rechnete sich selbst dem Postmarxismus zu und vertrat theoretische Positionen des Poststrukturalismus sowie des Post-Fundationalismus.

## Leben
Im Jahre 1958 wurde Laclau Mitglied der sozialistischen Partei Argentiniens (PSA). 1963 trat er dem Partido Socialista de la Izquierda Nacional bei, der als Splittergruppe aus dem PSA hervorgegangen war. Bis 1968 war Laclau in der politischen Führung dieser Partei tätig. Als Editor war er eine Zeit lang an der Parteiwochenzeitung Lucha Obrera beteiligt. Als Wissenschaftler unterrichtete er an zahlreichen Universitäten in Südamerika, Europa, Australien, Nordamerika und Südafrika. 1969 wurde er von Eric Hobsbawm nach Oxford eingeladen und verbrachte den größten Teil seines akademischen Lebens in England.
Laclau war von 1986 bis 2008 Professor für Politische Theorie an der Universität Essex, wo er auch als Direktor des von ihm instituierten Master- und Doktoratsprogramms für Ideologie und Diskursanalyse wirkte. Von 1990 bis 1997 war er daneben auch Direktor des Centre for Theoretical Studies in the Humanities and Social Sciences an der Universität Essex. Zu seinen bekanntesten Doktoranden gehören unter anderem Oliver Marchart, Yannis Stavrakakis, Urs Stäheli, Torben Bech Dyrberg, Shu-fen Lin, Mark Devenney, Alleta Norval, David Howarth, Jeremy Valentine, Benjamin Arditi, Jacob Torfing und Jason Glynos.
Ernesto Laclau war mit der belgischen Politikwissenschaftlerin Chantal Mouffe verheiratet. Er starb an den Folgen eines Schlaganfalls im Alter von 78 Jahren. Andere Quellen sprechen von einem Herzinfarkt.

## Werke und Theorie
Gemeinsam mit Chantal Mouffe, seiner Ehefrau, veröffentlichte er 1985 sein wichtigstes Werk, Hegemonie und radikale Demokratie. Zur Dekonstruktion des Marxismus, welches 1991 erstmals auf Deutsch erschien. Die Rezeption dieses Werks beschränkt sich wegen seiner Kritik am marxistischen Ökonomismus oft auf seine post-marxistische Argumentationslinie. Doch entwickeln Laclau und Mouffe darin zum einen die Hegemonietheorie Antonio Gramscis weiter und formulieren zum anderen das Projekt einer radikalen und pluralen Demokratie. Damit gliedert sich das Werk in einen hegemonie- und einen demokratietheoretischen Teil, wobei sich schließlich vor allem Mouffe der weiteren Ausarbeitung des Demokratie-Konzepts widmete. Laclau schlägt einen abweichenden Pfad ein: unter anderem in New Reflections on the Revolutions of our Time systematisiert er seine Theorie der kulturellen Hegemonie und nimmt dabei starken Bezug auf Jacques Lacan. Dieser Einfluss ist insbesondere dem Zusammentreffen mit dem slowenischen Philosophen Slavoj Žižek zuzuschreiben. Neben der Hegemonietheorie und dem Konzept der radikalen Demokratie ist im Werk Laclaus auch die Theorie der Diskursanalyse von Bedeutung, die über eine rein linguistische Analyse hinausgeht und die politische Signifikationslogik beschreibt.
Ausgehend von der allgemeinen Frage nach der Herstellung des Zusammenhangs diskursiver Formationen, ist es das zentrale Anliegen Laclaus, die kulturellen Techniken freizulegen, die für die Äquivalenz eines komplexen politischen Systems verantwortlich sind, das sich nicht länger auf essentialistische Begründungen stützen kann, sondern sich als Ensemble differentieller Positionen präsentiert. Laclau fragt nach den Bedingungen, unter denen eine Stabilisierung von Bedeutung der internen diskursiven Differenzen, die für die Formierung moderner Gesellschaftssysteme verantwortlich ist, möglich werden kann.
Dazu beschreibt Laclau zunächst den ambivalenten Mechanismus, der jeder politischen Identitätsstiftung zugrunde liegt:

„Einerseits hat jedes Element des Systems nur insofern eine Identität, als es von den anderen verschieden ist. Differenz gleich Identität. Andererseits jedoch sind alle diese Differenzen einander äquivalent, soweit sie alle zu dieser Seite der Grenze der Ausschließung gehören.“

Ebenso wie die Verortung des einzelnen Systemelements demnach zweifach gewährleistet wird, vollzieht auch die politische Formierungsdynamik eine doppelte Bewegung, indem sie ihre Identität einerseits als Spiel ihrer internen Differenzen bestimmt und diese Differenzen andererseits in dem Moment einebnet, in dem sie sie antagonistisch von einem Außen der Gemeinschaft abgrenzt und damit die Äquivalenz des Systems sicherstellt.
Die Frage nach einer inneren Identität des Politischen ist von der nach den Rändern des Diskurses nicht länger zu unterscheiden. Die Selbstbeschreibung einer solchen, differentiell verfassten Identität ist indes nur unter den Bedingungen möglich, dass das Ausgeschlossene des Systems (das ja dessen Äquivalenz gerade garantiert) artikuliert und der immer schon differentielle Akt der Signifikation selbst unterminiert wird:

„Wenn wir die Grenzen der Bezeichnung bezeichnen wollen […], steht uns dafür kein direkter Weg offen. Die einzige Möglichkeit besteht in der Subversion des Bezeichnungsprozesses selbst. Durch die Psychoanalyse wissen wir, wie etwas nicht Repräsentierbares – das Unbewußte – als Darstellungsmittel nur die Subversion des Bezeichnungsprozesses finden kann. […] Wenn jedoch alle Darstellungsmittel von Natur aus differentiell sind, dann ist eine solche Signifikation nur möglich, wenn die differentielle Natur der Bezeichnungseinheiten subvertiert wird, wenn die Signifikanten sich ihrer Verknüpfung mit einzelnen Signifikaten entleeren und die Rolle übernehmen, das reine Sein des Systems zu repräsentieren. […] Nur durch die Privilegierung der Äquivalenzdimension bis hin zu dem Punkt, an dem ihre differentielle Natur fast schon ganz getilgt ist – das heißt nur durch das Entleeren ihrer differentiellen Natur –, kann das System sich selbst als Totalität bezeichnen.“

Wenn jeder Diskurs sich als Versuch konstituieren will, „das Feld der Diskursivität zu beherrschen, das Fließen der Differenzen aufzuhalten, ein Zentrum zu konstruieren“, dann sind es Laclau zufolge solche – jeglicher Verknüpfung zu einzelnen Signifikaten entledigten und damit – leeren Signifikanten, die das undarstellbare Differentielle der politischen Identität in materielle Anschauung überführen können. Sie löschen die internen Differenzen des Systems, indem sie sie äquivalent einem Außen des Diskurses gegenüberstellen, dessen Bezeichnung – die zugleich die „Grenzen der Bezeichenbarkeit“ darstellt – von der Selbstbeschreibung des Systems nicht zu unterscheiden ist.

## Rezeption
Laclaus Arbeiten sind in den letzten zwei Jahrzehnten zunehmend in der kultur- und sozialwissenschaftlichen Theoriebildung rezipiert worden. Seine Theorie der leeren Signifikanten, die in einer antagonistischen Beziehung die Logiken der Äquivalenz und Differenz als einander entgegengesetzte und gleichzeitig bedingende Kräfte des Diskursiven auffasst, wurde in neuerer Zeit als „allgemeine Ontologie des Seins“ bezeichnet. Des Weiteren gilt Laclau als einer der bedeutendsten Theoretiker des Populismus und insbesondere des Linkspopulismus.

## Ausgewählte Publikationen
- Politik und Ideologie im Marxismus. Kapitalismus, Faschismus, Populismus. Argument-Verlag, Berlin 1981, ISBN 3-88619-028-5. Originalausgabe: Politics and ideology in Marxist theory. NLB, London 1977.
- mit Chantal Mouffe: Hegemonie und radikale Demokratie. Zur Dekonstruktion des Marxismus. 4. Auflage. Passagen-Verlag, Wien 2012, ISBN 978-3-7092-0035-3. Originalausgabe: Hegemony and Socialist Strategy. Towards a Radical Democratic Politics. Verso, London 1985.
- Die Politik als Konstruktion des Undenkbaren. In: kultuRRevolution. nr. 17/18, 1988, S. 54–57.
- New Reflections on the Revolutions of our Time. Verso, London 1990, ISBN 0-86091-202-7.
- Emanzipation und Differenz. Turia + Kant, Wien/Berlin, 4. Aufl. 2017, ISBN 978-3-85132-704-5. Originalausgabe: Emancipation(s). Verso, London 1996.
- mit Judith Butler und Slavoj Žižek: Kontingenz – Hegemonie – Universalität. Aktuelle Dialoge zur Linken. Turia + Kant, Wien/Berlin 2013, ISBN 978-3-85132-720-5. Originalausgabe: Contingency, Hegemony, Universality. Contemporary Dialogues on the Left. Verso, London 2000.
- On Populist Reason. Verso, London 2005, ISBN 978-1-84467-186-1.
  - deutschsprachige Ausgabe: Die populistische Vernunft. Passagen Verlag, Wien 2022, ISBN 978-3-7092-0405-4.
- The Rhetorical Foundations of Society. Verso, London 2014, ISBN 978-1-78168-170-1.
- mit David Howarth: Post-Marxism, populism and critique. Routledge, Abingdon 2015, ISBN 978-0-415-87086-3.